# Acasă Gold
Acasă Gold (autrefois PRO Gold) est une chaîne de télévision roumaine. Il s'agit d'une chaîne dédiée aux séries et aux telenovelas.

## Histoire
Acasă Gold est créée en avril 2012 avec une programmation initialement composée de telenovelas, ciblant en particulier le public féminin âgé de 15 à 49 ans. Il s'agit de la deuxième chaîne dédiée à cette thématique en Roumanie avec sa grande sœur Acasă. Au mois de septembre, elle intègre le bouquet satellite de Focus Sat en remplacement de la défunte TVR Cultural.
Au début de l'année 2015, elle se transforme pour devenir une chaîne diffusant des séries. Cette nouvelle stratégie implique alors de transférer davantage de séries américaines de la chaîne Pro Cinema vers Acasă Gold, la première devenant un canal dédié aux films artistiques.
Le 28 août 2017, la chaîne est renommée « Pro Gold » et adopte une nouvelle identité. Ce changement intervient de manière générale au sein du groupe MediaPro, afin d'uniformiser les chaînes. Le 18 avril 2022, la chaîne est renommée « Acasă Gold » et adopte une nouvelle identité. Ce changement intervient de manière générale au sein du groupe MediaPro, afin d'uniformiser les chaînes.